# 內胎

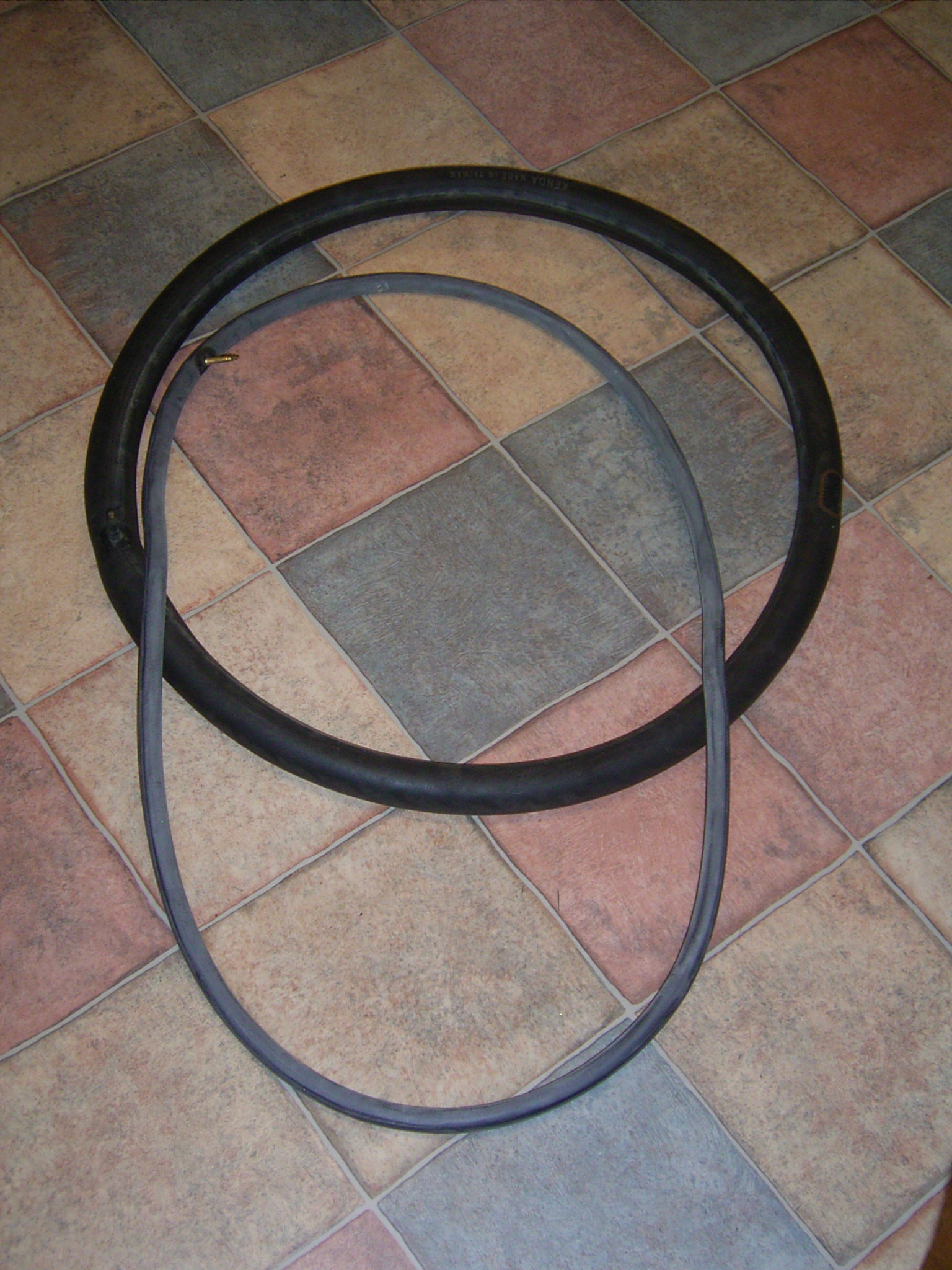
自行车的内胎

内胎是指某些充气轮胎内部的可充气圆环。 内胎由橡胶制成，通过氣門嘴充气，并安装在外胎的空腔内。在内胎与轮辋間装有环形橡胶垫带，用来保护内胎。有内胎的轮胎广泛運用於自行車、摩托車、卡车和公共汽车等重型公路车辆。